# Schönebecker Straße 35, 36

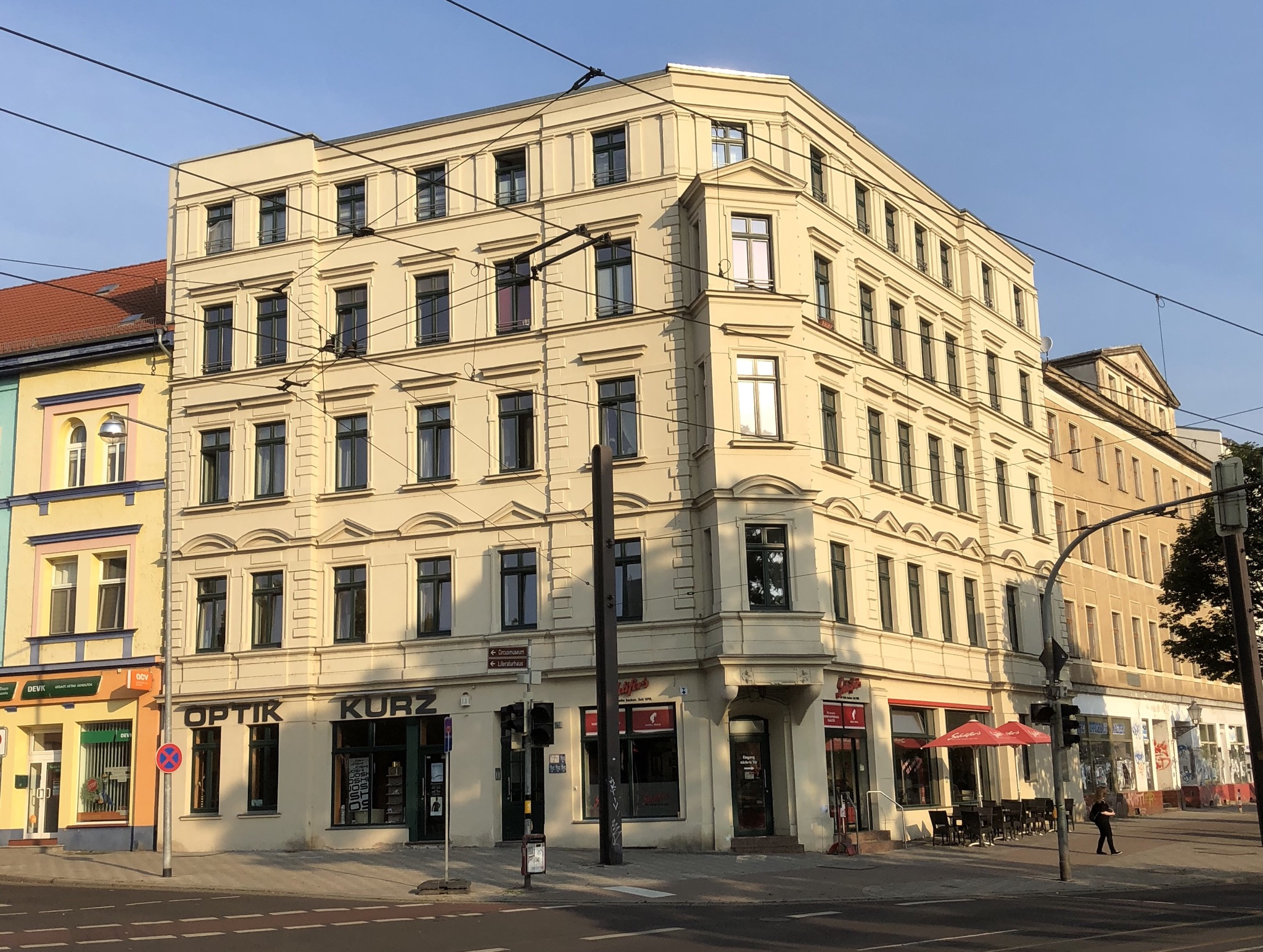
Schönebecker Straße 35, 36

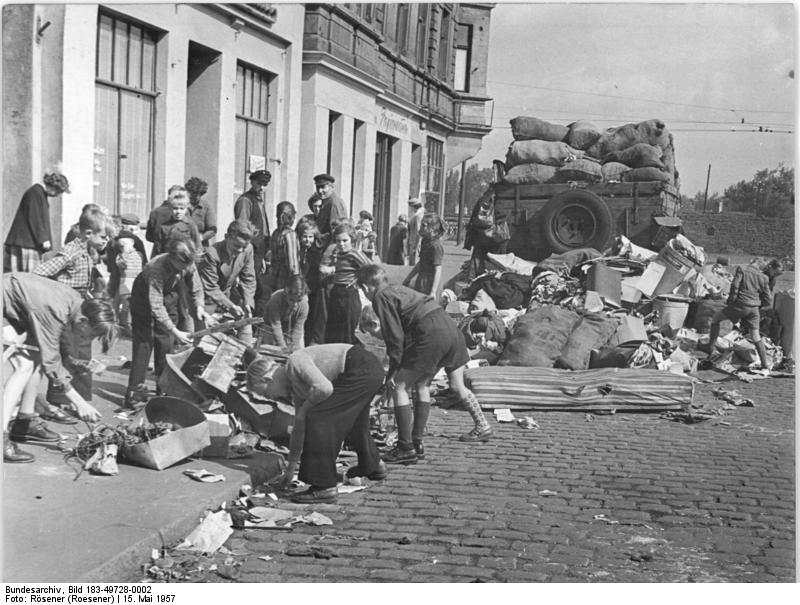
Blick durch die Thiemstraße zum Gebäude Schönebecker Straße 35, 36, Altmaterialsammlung vor dem Haus im Jahr 1957

Schönebecker Straße 35, 36 ist ein denkmalgeschütztes Wohn- und Geschäftshaus in Magdeburg in Sachsen-Anhalt.

## Lage
Das Gebäude befindet sich auf der Westseite der Schönebecker Straße im Zentrum des Magdeburger Stadtteils Buckau in einer das Straßenbild prägenden Ecklage nördlich der Einmündung der Thiemstraße.

## Architektur und Geschichte
Das fünfgeschossige repräsentative Gebäude entstand im Jahr 1886 im Stil der Neorenaissance nach Plänen von C. A. Schmidt. Bauherr war der Fleischermeister Wilh. Böhme, der das verputzte Gebäude nicht nur als Wohnhaus, sondern auch als Schlachterei nutzte. Die nach Süden (sechsachsig) und Osten (siebenachsig) ausgerichteten Fassaden verfügen jeweils an ihrem Ende über einen flachen zweiachsigen Risalit. Die Ecke zur Straßenkreuzung hin ist abgeflacht und wird vor dem ersten bis dritten Obergeschoss durch einen dreigeschossigen Kastenerker betont. Der Erker wird von einem kleinen Dreiecksgiebel bekrönt.
Im örtlichen Denkmalverzeichnis ist das Wohn- und Geschäftshaus unter der Erfassungsnummer 094 17864 als Baudenkmal verzeichnet.
Das Haus gilt Beispiel eines Mietshauses der Gründerzeit.